# ماركوس كلارك (جراح)
ماركوس كلارك (بالإنجليزية: Marcus Clarke)‏ هو طبيب وجراح أسترالي، ولد في 9 يونيو 1912، وتوفي في 20 نوفمبر 2000.